# Albert De Coster
Ambrosius Albertus De Coster (Schepdaal, 18 november 1896 - Sint-Jans-Molenbeek, 20 november 1943), roepnaam Albert, was een Belgisch volksvertegenwoordiger.

## Levensloop
De Coster was beroepshalve trambediende. Hij sloot zich aan bij de Kommunistische Partij van België en stond als opvolger op de kamerlijst bij de wetgevende verkiezingen van 1936. Toen Jean Berlemont in 1937 overleed, volgde hij hem op en voleindigde zijn mandaat tot in 1939, zonder nadien nog te worden verkozen.